# 合水革命烈士纪念碑
合水革命烈士纪念碑，位于中国广东省梅州市兴宁市合水水库，为兴宁市的一个市级文物保护单位，类型为近现代重要史迹及代表性建筑，公布时间为1980年1月。
合水革命烈士纪念碑的历史年代为1959。